# Élections professionnelles en France
Les principales élections professionnelles en France sont celles qui permettent d'élire à bulletins secrets les membres de la délégation du personnel des comités sociaux et économiques dans le secteur privé.
Dans la fonction publique et certaines entreprises du secteur parapublic, il existe aussi des élections à des commissions paritaires ou des commissions techniques paritaires.
Les résultats au premier tour des élections constituent un baromètre de représentativité syndicale et un fort taux de participation accroît la légitimité des élus.
Les élections professionnelles sont effectuées à bulletins secrets et donnent des résultats jugés plus fiables que les chiffres d'adhésions des différents syndicats, pour lesquels n'existe aucun moyen de vérification.

## Déclenchement du processus électoral
Dans tous les établissements visés par l'obligation, qu'il y ait ou non des demandes en ce sens, l'employeur doit informer tous les quatre ans (sauf accord de branche prévoyant une durée plus courte, comprise entre deux et quatre ans) le personnel par affichage de l'organisation des élections.
Toutefois, que l'employeur ait ou non respecté ses obligations vis-à-vis du déclenchement périodique des élections, leur organisation peut être demandée à tout moment, sous réserve que le seuil minimum d'effectif soit atteint, par une organisation syndicale ou même par un salarié de l'établissement.

## Protocole électoral
Lors du lancement de la procédure des élections, l'employeur doit inviter les organisations syndicales intéressées à négocier le protocole d'accord préélectoral et à établir les listes de leurs candidats,.
La loi du 20 août 2008 distingue deux types d'organisations syndicales :
1. les organisations « instituées »
Il s'agit des organisations connues et identifiées par l'employeur[7] :
  - les syndicats reconnus représentatifs dans l'entreprise ou l'établissement ;
  - ceux ayant créé une section syndicale ;
  - ceux affiliés à une organisation syndicale représentative au niveau national et interprofessionnel.

Ces organisations sont invitées à la négociation par courrier. Cette disposition légale entérine une position jurisprudentielle antérieure[8] ;
2. les autres organisations en voie d'implantation
Sont ainsi visées les organisations syndicales qui, conjointement :
  - satisfont aux critères de respect des valeurs républicaines et d'indépendance ;
  - sont légalement constituées depuis au moins deux ans ;
  - dont le champ professionnel et géographique couvre l'entreprise ou l'établissement concernés.

Ces syndicats sont informés par voie d'affichage et peuvent ainsi se manifester auprès de l'employeur.

### Validité du protocole
La validité du protocole d'accord préélectoral conclu entre l'employeur et les organisations syndicales intéressées est subordonnée à sa signature par la majorité des organisations syndicales ayant participé à sa négociation, dont les organisations syndicales représentatives ayant recueilli la majorité des suffrages exprimés lors des dernières élections professionnelles ou, lorsque ces résultats ne sont pas disponibles, la majorité des organisations représentatives dans l'entreprise.

## Électorat

### Salariés mis à disposition
Les salariés mis à la disposition de l'entreprise par une entreprise extérieure qui sont présents dans les locaux de l'entreprise utilisatrice et y travaillent depuis au moins un an sont pris en compte dans l'effectif de l'entreprise à due proportion de leur temps de présence au cours des douze mois précédents.
Les salariés mis à disposition qui sont présents dans les locaux de l'entreprise utilisatrice et y travaillent depuis au moins un an sont :
- électeurs s'ils ont été présents pendant douze mois continus ;
- éligibles pour les élections des délégués du personnel s'ils ont été présents pendant vingt-quatre mois continus. Ils ne sont pas éligibles aux élections des membres du comité d'entreprise[12].

Ils devront choisir s'ils exercent leur droit de vote et de candidature dans l'entreprise qui les emploie ou l'entreprise utilisatrice.

## Modalités de l'élection
Les élections des délégués du personnel et celles des membres du Comité d'entreprise doivent avoir lieu à la même date.
- L'élection a lieu pendant le temps de travail dans un bureau de vote conforme au droit électoral.
- Le scrutin est secret, sous enveloppe ou par voie électronique si un accord d'entreprise le prévoit.
- C'est un scrutin de liste se déroulant suivant deux tours, à représentation proportionnelle.
  - Premier tour : antérieurement réservé aux seules listes de candidats proposées par les organisations syndicales représentatives, il a été élargi par la loi du 20 août 2008 à l'ensemble des organisations syndicales invitées à la négociation du protocole électoral.
  - Second tour : si le quorum n'est pas atteint, le nombre de votants devant être supérieur ou égal à la moitié des électeurs inscrits pour valider l'élection, il est procédé à un second tour où, cette fois, les candidatures sont ouvertes à toutes les listes, affiliées ou non à un syndicat.
- Les élus sont rééligibles.

### Vote électronique
Une part croissante des élections professionnelles s'effectue par vote électronique, ce qui suscite des débats dans le monde de l'entreprise, en particulier dans les plus petites et les grandes entreprises. Les inquiétudes qui se posent avec le vote électronique et le vote par internet concernent notamment la possibilité de « bourrage électronique d'urnes », la possibilité de remplacer le vote affiché par un vote réellement décompté différent, l'impossibilité du recomptage en cas de contestation, la possibilité de violer le secret du scrutin de manière subreptice et difficile à détecter. Dans les faits, la validité et la véracité du vote électronique ne sont garanties que par les entreprises fabriquant ou certifiant ces machines sans moyens de contrôle des salariés.

## Tendance des élections professionnelles dans quelques grands secteurs économiques

### Secteur public
- Élections professionnelles à La Poste
- Élections professionnelles dans l'Éducation nationale
- Élections professionnelles dans la police nationale
- Élections professionnelles de 2014 dans la fonction publique française
- Élections professionnelles de 2018 dans la fonction publique française

### Secteur privé
- Élections professionnelles dans les industries électriques et gazières